# Ostmakedonien und Thrakien
Ostmakedonien und Thrakien, auch Ostmazedonien und Thrazien, (griechisch Ανατολική Μακεδονία και Θράκη Anatolikí Makedonía ke Thráki) ist die nördlichste der dreizehn Verwaltungsregionen Griechenlands und besteht aus dem östlichen Teil des griechischen Makedoniens sowie dem griechischen Teil Thrakiens. Hauptstadt der Region ist Komotini.

## Geografie
Ostmakedonien und Thrakien liegt im Norden Griechenlands und grenzt in den Rhodopen nördlich an Bulgarien, im Osten trennt der Fluss Evros das griechische West- von Ostthrakien, das zum europäischen Teil der Türkei gehört. Im Westen trennen die Gebirgszüge der Berge Mavro Vouno, Menikio und Pangeo die Region vom Tal des Strymonas, das zu Zentralmakedonien gehört. Im Süden wird die Region durch die Ägäisküste zum Thrakischen Meer begrenzt, in das die Flüsse Nestos, Xiropotamos und Evros entwässern. Die Inseln Thasos und Samothraki gehören zum Regionsgebiet.
Zum historischen Gebiet Makedonien zählen die Regionalbezirke Drama, Kavala und Thasos; zu Thrakien zählen die Gebiete Xanthi, Rodopi und Evros.

## Regionalbezirke und Gemeinden
Die Region Ostmakedonien und Thrakien gliedert sich in sechs Regionalbezirke und 22 Gemeinden. Proportional zu deren Einwohnerzahl entsenden die Regionalbezirke eine bestimmte Anzahl Abgeordneter in den 45-köpfigen Regionalrat.
| Regionalbezirk             | Einwohner 2011 | Einwohner 2021 | Sitze | Gemeinden                                                  |
| -------------------------- | -------------- | -------------- | ----- | ---------------------------------------------------------- |
| Drama                      | 98.287         | 86.643         | 7     | Doxato, Drama, Nevrokopi, Paranesti, Prosotsani            |
| Evros                      | 147.947        | 133.802        | 11    | Alexandroupoli, Didymoticho, Orestiada, Samothraki, Soufli |
| Kavala                     | 124.917        | 116.195        | 9     | Kavala, Nestos, Pangeo                                     |
| Rodopi                     | 112.039        | 104.262        | 8     | Arriana, Iasmos, Komotini, Maronia-Sapes                   |
| Thasos                     | 13.770         | 13.104         | 1     | Thasos                                                     |
| Xanthi                     | 111.222        | 108.195        | 9     | Avdira, Myki, Topiros, Xanthi                              |
| Ostmakedonien und Thrakien | 608.182        | 562.201        | 45    |                                                            |

## Bevölkerung
In Ostmakedonien und Thrakien lebten im Jahr 2001 623.248 Einwohner, mehrheitlich Griechen. Westthrakien ist das traditionelle Siedlungsgebiet der muslimischen Minderheit Griechenlands, die auf mindestens 100.000 Personen geschätzt wird. Der größte Teil von ihnen sind griechische Staatsbürger, jedoch ethnisch betrachtet Türken, außerdem leben rund 39.000 bulgarischsprachige Pomaken sowie einige tausend muslimische Roma in der Region. Dabei sind vor allem die historisch thrakischen Gebiete muslimisch bevölkert, da Thrakien vom Bevölkerungsaustausch infolge des Vertrags von Lausanne 1923 ausgenommen war. Wie viele Gebiete Nordgriechenlands war auch das Gebiet der Region ansonsten von ebendiesem Bevölkerungsaustausch betroffen, so dass viele der hier ansässigen Griechen aus Familien stammen, die in den 1920er Jahren aus dem Osmanischen Reich ausgewiesen und hier angesiedelt wurden.

## Politik
Die ersten Regionalwahlen in Griechenland 2010 ergaben noch eine deutliche Mehrheit der PASOK für den Regionalrat; den Posten des Gouverneurs konnte Aristidis Giannakidis für seine Liste erringen.
| Regionalwahl in Ostmakedonien und Thrakien am 7. und 14. November 2010                                               | Regionalwahl in Ostmakedonien und Thrakien am 7. und 14. November 2010 | Regionalwahl in Ostmakedonien und Thrakien am 7. und 14. November 2010 | Regionalwahl in Ostmakedonien und Thrakien am 7. und 14. November 2010 | Regionalwahl in Ostmakedonien und Thrakien am 7. und 14. November 2010 | Regionalwahl in Ostmakedonien und Thrakien am 7. und 14. November 2010 | Regionalwahl in Ostmakedonien und Thrakien am 7. und 14. November 2010 | Regionalwahl in Ostmakedonien und Thrakien am 7. und 14. November 2010 | Regionalwahl in Ostmakedonien und Thrakien am 7. und 14. November 2010 | Regionalwahl in Ostmakedonien und Thrakien am 7. und 14. November 2010 |
| --- | ---------------------------------------------------------------------- | ---------------------------------------------------------------------- | ---------------------------------------------------------------------- | ---------------------------------------------------------------------- | ---------------------------------------------------------------------- | ---------------------------------------------------------------------- | ---------------------------------------------------------------------- | ---------------------------------------------------------------------- | ---------------------------------------------------------------------- |
| |                                                                        | 1. Wahlgang                                                            | 1. Wahlgang                                                            | 1. Wahlgang                                                            | 2. Wahlgang                                                            | 2. Wahlgang                                                            | 2. Wahlgang                                                            |                                                                        |                                                                        |
| Wahlbündnis | Politische Zugehörigkeit                                               | Stimmen                                                                | in %                                                                   | Sitze                                                                  | Stimmen                                                                | in %                                                                   | Sitze                                                                  | Sitzverteilung (51 Sitze)                                              | Sitzverteilung (51 Sitze)                                              |
| „Soziales Bündnis für Ostmakedonien und Thrakien“ (Κοινωνική Συμμαχία για την Ανατολική Μακεδονία και Θράκη)         | PASOK                                                                  | 150.257                                                                | 41,75                                                                  | 11                                                                     | 136.768                                                                | 52,57                                                                  | 20                                                                     | 31                                                                     |                                                                        |
| „Regionale Wiedergeburt“ (Περιφερειακή Αναγέννηση)                                                                   | Nea Dimokratia                                                         | 147.845                                                                | 41,08                                                                  | 11                                                                     | 123.411                                                                | 47,43                                                                  | 5                                                                      | 16                                                                     |                                                                        |
| „Volkstümliche Sammlungsbewegung von Ostmakedonien und Thrakien“ (Λαϊκή Συσπείρωση Ανατολικής Μακεδονίας και Θράκης) | KKE                                                                    | 27.852                                                                 | 7,74                                                                   | 2                                                                      |                                                                        |                                                                        |                                                                        | 2                                                                      |                                                                        |
| „Links-ökologische Kooperation“ (Αριστερή Οικολογική Συνεργασία)                                                     | SYRIZA                                                                 | 16.609                                                                 | 4,62                                                                   | 1                                                                      |                                                                        |                                                                        |                                                                        | 1                                                                      |                                                                        |
| „Ökologie – Solidarität“ (Οικολογία – Αλληλεγγύη)                                                                    | Ökologen Grüne                                                         | 10.787                                                                 | 3,00                                                                   | 1                                                                      |                                                                        |                                                                        |                                                                        | 1                                                                      |                                                                        |
| „Erhebung in Ostmakedonien und Thrakien“ (Ανταρσία στην Ανατολική Μακεδονία–Θράκη)                                   | ANTARSYA                                                               | 6.523                                                                  | 1,81                                                                   | –                                                                      |                                                                        |                                                                        |                                                                        | –                                                                      |                                                                        |

Bei den folgenden Wahlen konnte die Nea Dimokratia die Mehrheit der Sitze erringen und den Regionalgouverneur stellen. 2014 wurde der Konservative Giorgos Pavlidis in dieses Amt gewählt. Nachdem Pavlidis im Oktober 2016 verstorben war, wurde Christos Metios (ebenfalls ND) zum Nachfolger bestimmt.
| |                          | 1. Wahlgang | 1. Wahlgang | 2. Wahlgang | 2. Wahlgang |                           |                           |
| Wahlbündnis | Politische Zugehörigkeit | Stimmen     | in %        | Stimmen     | in %        | Sitzverteilung (51 Sitze) | Sitzverteilung (51 Sitze) |
| „Regionale Wiedergeburt“ (Περιφερειακή Αναγέννηση)                                                                    | Nea Dimokratia           | 122.086     | 34,73       | 168.852     | 56,34       | 31                        |                           |
| „Soziales Bündnis für Ostmakedonien und Thrakien“ (Κοινωνική Συμμαχία για την Ανατολική Μακεδονία και Θράκη)          | PASOK                    | 96.959      | 27,58       | 130.845     | 43,66       | 10                        |                           |
| „Radikale Selbstverwaltung“ (Ριζοσπαστική Αυτοδιοίκηση)                                                               | SYRIZA                   | 40.105      | 11,41       |             |             | 3                         |                           |
| „Makedonien–Thrakien Unser Griechenland“                                                                              | Anexartiti Ellines       | 28.728      | 8,17        |             |             | 2                         |                           |
| „Griechischer Sonnenaufgang für Ostmakedonien und Thrakien“ (Ελληνική Αυγή για την Ανατολική Μακεδονία και την Θράκη) | Chrysi Avgi              | 20.942      | 5.96        |             |             | 2                         |                           |
| „Volkstümliche Sammlungsbewegung von Ostmakedonien und Thrakien“ (Λαϊκή Συσπείρωση Ανατολικής Μακεδονίας και Θράκης)  | KKE                      | 18.859      | 5,36        |             |             | 1                         |                           |
| „Kenntnis und Zusammenarbeit“ (Γνώση και Συνεργασία)                                                                  | DIMAR                    | 10.158      | 2,89        |             |             | 1                         |                           |
| „Ökologie – Solidarität“ (Οικολογία – Αλληλεγγύη)                                                                     | Ökologen Grüne           | 8.322       | 2,37        |             |             | 1                         |                           |
| „Linke antikapitalistische Intervention“ (Αριστερή Αντικαπιταλιστική Παρέμβαση στην ΑΜΘ)                              | ANTARSYA                 | 18.859      | 5,36        |             |             | 1                         |                           |

2019 konnte Christos Metios den Gouverneursposten für die Nea Dimokratia verteidigen, konnte sich aber im zweiten Wahlgang nur knapp gegen den unabhängigen Kandidaten Christodoulos Topsidis durchsetzen.
| |                          | 1. Wahlgang | 1. Wahlgang | 2. Wahlgang | 2. Wahlgang |                           |                           |
| Wahlbündnis | Politische Zugehörigkeit | Stimmen     | in %        | Stimmen     | in %        | Sitzverteilung (51 Sitze) | Sitzverteilung (51 Sitze) |
| „Neue Regionale Wiedergeburt“ (Νέα Περιφερειακή Αναγέννηση)                                                                                   | Nea Dimokratia           | 109.275     | 34,36       | 122.154     | 50,82       | 17                        |                           |
| „Regionale Synthese“ (Περιφερειακή Σύνθεση)                                                                                                   | –                        | 97.347      | 30,61       | 118.200     | 49,16       | 16                        |                           |
| „Unabhängige Einheitsinitiative“ (Ανεξάρτητη Ενωτική Πρωτοβουλία)                                                                             | SYRIZA                   | 40.490      | 12,73       |             |             | 6                         |                           |
| „Region in Aktion“ (Περιφέρεια σε Δράση) | Kinima Allagis           | 33.804      | 10,62       |             |             | 5                         |                           |
| „Volkstümliche Sammlungsbewegung von Ostmakedonien und Thrakien“ (Λαϊκή Συσπείρωση Ανατολικής Μακεδονίας και Θράκης)                          | KKE                      | 16.425      | 5,16        |             |             | 3                         |                           |
| „Patriotischer Sonnenaufgang für die Region Ostmakedonien und Thrakien“ (Πατριωτική Αυγή για την Περιφέρεια Ανατολικής Μακεδονίας και Θράκης) | Chrysi Avgi              | 11.529      | 3,62        |             |             | 2                         |                           |
| „Erhebung in Ostmakedonien–Thrakien“ (Ανταρσία στην Ανατολική Μακεδονία – Θράκη)                                                              | ANTARSYA                 | 4.704       | 1,48        |             |             | 1                         |                           |
| „Ungebundener wachstumsorientierter Wiederaufbau“ (Αδέσμευτη Αναπτυξιακή Ανασυγκρότηση)                                                       | Anexartiti Ellines       | 4.485       | 1,41        |             |             | 1                         |                           |

## Wirtschaft
Im Vergleich mit dem BIP der EU ausgedrückt in Kaufkraftstandards erreichte die Region 2006 einen Index von 60,9 (EU-27 = 100). Im Jahr 2018 betrug die Arbeitslosenquote 15,9 %.